# Solda de estanho
Solda de estanho, também conhecida como solda de estanho-chumbo, solda macia ou solda branca, é uma solda comum à base de estanho e chumbo em diversas proporções, às quais podem ser adicionadas pequenas quantidades de outros elementos como o antimônio, a prata e o bismuto para modificar suas propriedades, como dureza. Dizer que a solda é 70/30, significa dizer que há nela 70% de estanho e 30% de chumbo. São comumente usadas soldas nas proporções 70/30, 60/40, 50/50 e 40/60. Apresentam baixo ponto de fusão e podem ser empregadas com ferros de soldar de baixa potência ou maçaricos de GLP.
Podem ser usadas para soldagem de alumínio, cobre e suas ligas, como latão (cobre e zinco) e bronze (cobre e estanho), mas não servem para soldar outros metais, como o ferro. As soldas de estanho são largamente utilizadas para soldagem principalmente na eletro-eletrônica e na hidráulica.
Na eletro-eletrônica, são mais usadas as soldas em forma de fios com a liga 60/40 ou a 63/37, que é a mistura eutética, com ponto de fusão de 183 °C. As aplicações são a soldagem de componentes em placas de circuito impresso, soldagem de terminais e conectores em cabos elétricos, etc.
Para instalações hidráulicas é normalmente usada a liga 50/50, sob forma de fios, fitas ou barras, para a soldagem de tubulações de cobre.
Outras aplicações incluem a produção de radiadores automotivos e trocadores de calor industriais, à base de tubos de cobre.
Apesar das soldas de estanho serem muito usadas como liga na conexão dos tubos de cobre (sem costura) destinados a abastecimento de água potável na rede doméstica hidráulica, isso não quer dizer que sejam apropriadas para conduzir gás liquefeito de petróleo de uso doméstico (GLP) já que uma vez expostas as chamas, não suportam a temperatura.

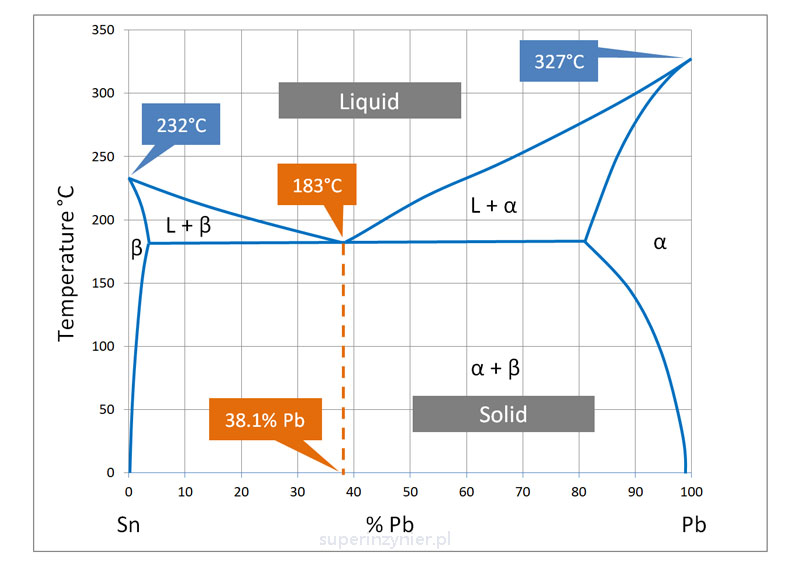
Diagrama de Fase liga estanho - Chumbo